# Danger Mouse
Брайан Джозеф Бёртон (англ. Brian Joseph Burton; род. 29 июля 1977, Уайт-Плейнс), более известный под сценическим именем Danger Mouse — американский диджей, музыкант-мультиинструменталист и музыкальный продюсер. Известен также как участник групп Gnarls Barkley и Broken Bells. Пятикратный лауреат «Грэмми». Работал с Red Hot Chili Peppers.

## Биография

### Ранние годы
Брайан Джозеф Бёртон родился 29 июля 1977 года в городе Уайт-Плейнс штата Нью-Йорк. Его отец работал школьным учителем, а мать была социальным работником. Большую часть своего детства Брайан провёл на севере штата в городе Спринг-Вэлли. Когда ему исполнилось тринадцать лет, его семья переехала в Стоун-Маунтин (Stone Mountain) — пригород Атланты, штата Джорджия. Брайан всегда хотел стать художником-мультипликатором, поэтому после окончания школы в возрасте восемнадцати лет он поступил в Университет Джорджии обучаться телевизионному ремеслу.

### Начало музыкальной карьеры
Проживая в Джорджии, Брайан увлекался электронной музыкой, особенно трип-хопом. Он слушал такие группы, как Nirvana, Pink Floyd, Portishead и интересовался местным инди-роком. Его музыкальные работы того времени были изданы под псевдонимом Pelican City на звукозаписывающем лейбле December First. Также он записывал ремиксы для местных музыкальных команд, таких как Neutral Milk Hotel и работал диджеем на университетской радиостанции WUOG-FM.
В 1998 году в Университете Джорджии проходил концерт с участием таких групп, как OutKast и Goodie Mob. Брайан Бёртон был приглашен участвовать на открытии концерта. Во время этого мероприятия Брайан передал кассету со своими инструментальными демозаписями Томасу Декарло Коллэвэю, участнику группы Goodie Mob, более известному под именем Cee-Lo Green. Спустя семь лет Брайан Бёртон и Томас Декарло Коллэвэй объединились в группу Gnarls Barkley для записи своего первого совместного альбома.

### 2001—2004 годы
Бёртон переехал в Лондон, чтобы продолжить карьеру трип-хоп диджея; он поселился в районе Нью Кросс и подрабатывал барменом в пабе The Rose возле Лондонского моста. Во время своего пребывания в британской столице Брайан отправлял свои демозаписи на звукозаписывающий лейбл Warp. Ему предложили сотрудничество с их хип-хоп подразделением Lex Records, и он переехал обратно в США, где участвовал в записи альбома Ghetto Pop Life совместно с бруклинским рэпером Jemini. Начиная с этой записи, Брайан Бёртон стал записываться под псевдонимом Danger Mouse, взятым из названия телевизионного мультсериала, транслировавшегося с 1981 года по 1992 год.

### 2004 — наст. время
17 июня 2016 года вышел альбом The Getaway от Red Hot Chili Peppers, спродюсированный Danger Mouse.

## Дискография

### Студийные альбомы
- Pelican City — The Chilling Effect (1999)
- Pelican City — Rhode Island (2000)
- DM & Jemini — Ghetto Pop Life (2003)
- Danger Mouse — The Grey Album (2004)
- Danger Doom — The Mouse and the Mask (2005)
- Gorillaz — Demon Days (2005)
- Gnarls Barkley — St. Elsewhere (2006)
- Danger Doom — Occult Hymn (2006)
- The Rapture — Pieces of the People We Love (2006)
- Sparklehorse — Dreamt for Light Years in the Belly of a Mountain (2006)
- Danger Mouse — From Man To Mouse (2007)
- The Good, the Bad & the Queen — The Good, the Bad & the Queen(2007)
- Gnarls Barkley — The Odd Couple (2008)
- The Black Keys — Attack & Release (2008)
- The Shortwave Set — Replica Sun Machine (2008)
- Мартина Топли-Бёрд — The Blue God (2008)
- Бек — Modern Guilt (2008)
- Joker’s Daughter — The Last Laugh (2009)
- Danger Mouse and Sparklehorse — Dark Night of the Soul (2009)
- Broken Bells — Broken Bells (2010)
- The Black Keys — Brothers (2010)
- Broken Bells — Meyrin Fields EP (2011)
- Danger Mouse & Daniele Luppi — Rome (2011)
- The Black Keys — El Camino (2011)
- Electric Guest — Mondo (2012)
- Norah Jones — Little Broken Hearts (2012)
- John Cale — Shifty Adventures in Nookie Wood (2012)
- Portugal. The Man — Evil Friends (2013)
- Broken Bells — After The Disco (2014)
- The Black Keys — Turn Blue (2014)
- Red Hot Chili Peppers — The Getaway (2016)
- Karen O и Danger Mouse — Lux Prima (2019)
- Michael Kiwanuka — Kiwanuka (2019)
- Danger Mouse, Black Thought — Cheat Codes (2022)
- Broken Bells — Into The Blue (2022)
- Danger Mouse, Jemini — Born Again[англ.] (2023)

### Синглы
- DM & Jemini — Take Care Of Business (2002)
- DM & Jemini — Conceited Bastard (2003)
- DM & Jemini — The Only One / Twenty Six Inch EP (2003)
- DM & Jemini — Twenty Six Inch EP (2003)
- Gnarls Barkley — Crazy (2005)
- Danger Doom — Sofa King (2005)
- Danger Doom — Old School (2006)
- Gnarls Barkley — Smiley Faces (2006)
- Gnarls Barkley — Who Cares? (2006)
- Gnarls Barkley — Gone Daddy Gone (2006)
- Gnarls Barkley — Run (I'm a Natural Disaster) (2008)
- Gnarls Barkley — Going On (2008)
- Gnarls Barkley — Who's Gonna Save My Soul (2008)
- The Shortwave Set — No Social (2008)
- Мартина Топли-Бёрд — Carnies (2008)
- Мартина Топли-Бёрд — Poison (2008)